# Hinterbehandlungsbeute

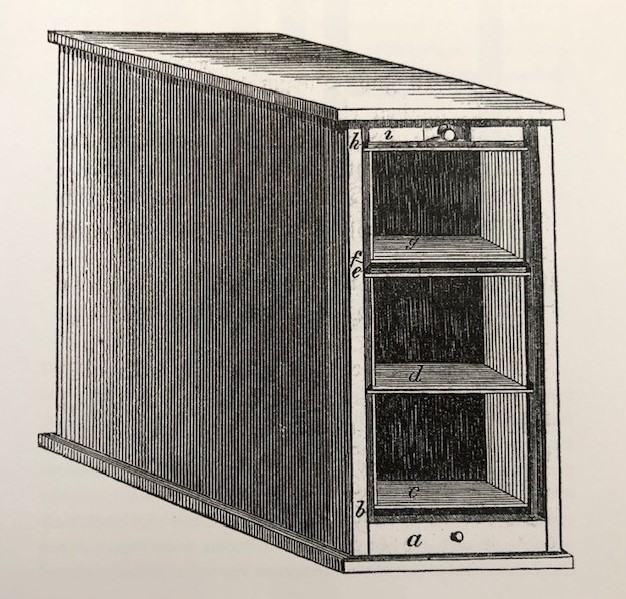
Hinterbehandlungsbeute von August von Berlepsch um 1860, mit Wabenrähmchen im “Warmbau” (Frontalebene)

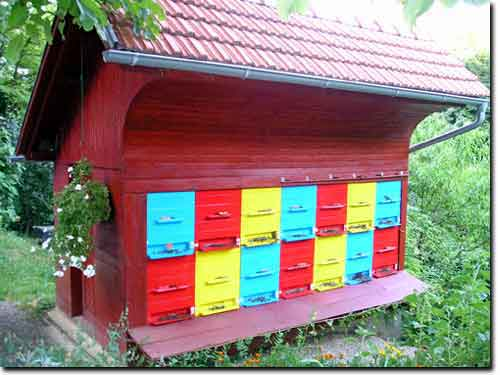
Bienenhaus mit AŽ-Beuten, Slowenien, 2006

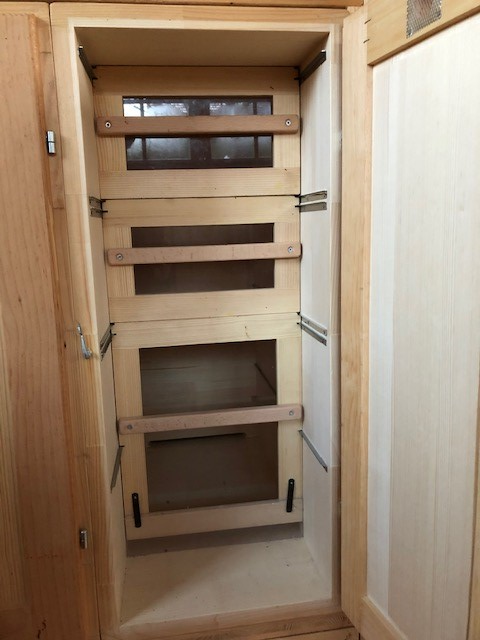
Schweizerkasten, Ansicht von hinten

Hinterbehandlungsbeute ist ein Überbegriff für künstlich hergestellte Behausungen für Honigbienen, den sogenannten Bienenbeuten.  Es gibt zwei Varianten, den Hinterlader und den Blätterstock.
Im Gegensatz zu den heute weitverbreiteten Magazinbeuten, die von oben und unten zugänglich sind, werden Hinterbehandlungsbeuten von der Seite oder von der Rückseite aus bedient.

## Geschichte
Hinterbehandlungsbeuten gehen auf die Erfindung der „Hinterlader“-Beute von August von Berlepsch um 1860 zurück, die in ihrer Bauart einem kleinen Schränkchen entspricht.
Hinterbehandlungsbeuten fanden seit dem 19. Jahrhundert große Verwendung im Bereich der Imkerei mit Bienenpavillons, -häusern und -ständen, die bis zu ihrem Niedergang in den 1970er-Jahren vor allem im deutschsprachigen Raum weit verbreitet waren, sowie in der Wanderimkerei mit Bienenwagen (Wanderwagen).
Infolge des verstärkten Aufkommens der in anderen Ländern meist seit dem 19. Jahrhundert gebräuchlichen Magazinbeute wurden Bienenhäuser und Wanderwagen und damit auch die Hinterbehandlungsbeuten überflüssig. Eine Ausnahme bildete die DDR, wo es bis zur deutschen Wiedervereinigung 1990 fast ausschließlich Bienenhäuser und Bienenwagen gab. Heute sind Hinterbehandlungsbeuten in Deutschland kaum noch anzutreffen. In der Schweiz ist der sogenannte Schweizerkasten, eine Hinterladerbeute, immer noch weit verbreitet.

## Hinterladerbeute
Bei der „Hinterlader“-Beute von August von Berlepsch werden die Rähmchen von hinten, nach der Methode Last In – First Out (LIFO, englisch für zuletzt herein – zuerst hinaus), bearbeitet. Die Rähmchen stehen in Querrichtung zum Zugriff. Das an der Bearbeitungsöffnung zu vorderste Rähmchen verdeckt dabei alle nachfolgenden, sodass alle Rähmchen herausgenommen werden müssen, um an das entfernteste zu gelangen. Beispiele sind der Schweizerkasten und die Normbeute 52, wie sie in der DDR primär im Warmbau betrieben wurde.

## Blätterstock

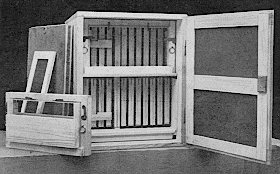
Alberti-Blätterstock mit Wabenrähmchen im “Kaltbau” (Sagittalebene), Ansicht von hinten

Der „Blätterstock“ wurde von Adolf Alberti erfunden. „Alberti wünschte jede einzelne Wabe von hinten erreichen zu können, ohne vorher andere herausnehmen zu müssen (..) 1873 standen die ersten Blätterstöcke in Niederems.“
Er stellt eine Weiterentwicklung der Hinterlader-Mobilbeute dar. In ihm werden die mobilen Rähmchen wie Seiten eines aufrecht stehenden Buchs geblättert und „zwischenherausgezogen“.
A. Sträuli entwickelte 1902 daraus einen Blätterstock, dem Honigzargen aufgesetzt werden konnten, wie bei Magazinbeuten.
Der Blätterstock zählt zu den historischen Betriebsformen der Imkerei und spielte eine Rolle in der Entwicklung moderner Bienenhaltungssysteme. Beispiel ist die AŽ-Beute (für Alberti–Žnideršičeva), der traditionelle, nationale Hinterbehandlungs-Bienenstock in Slowenien.

## Vor- und Nachteile

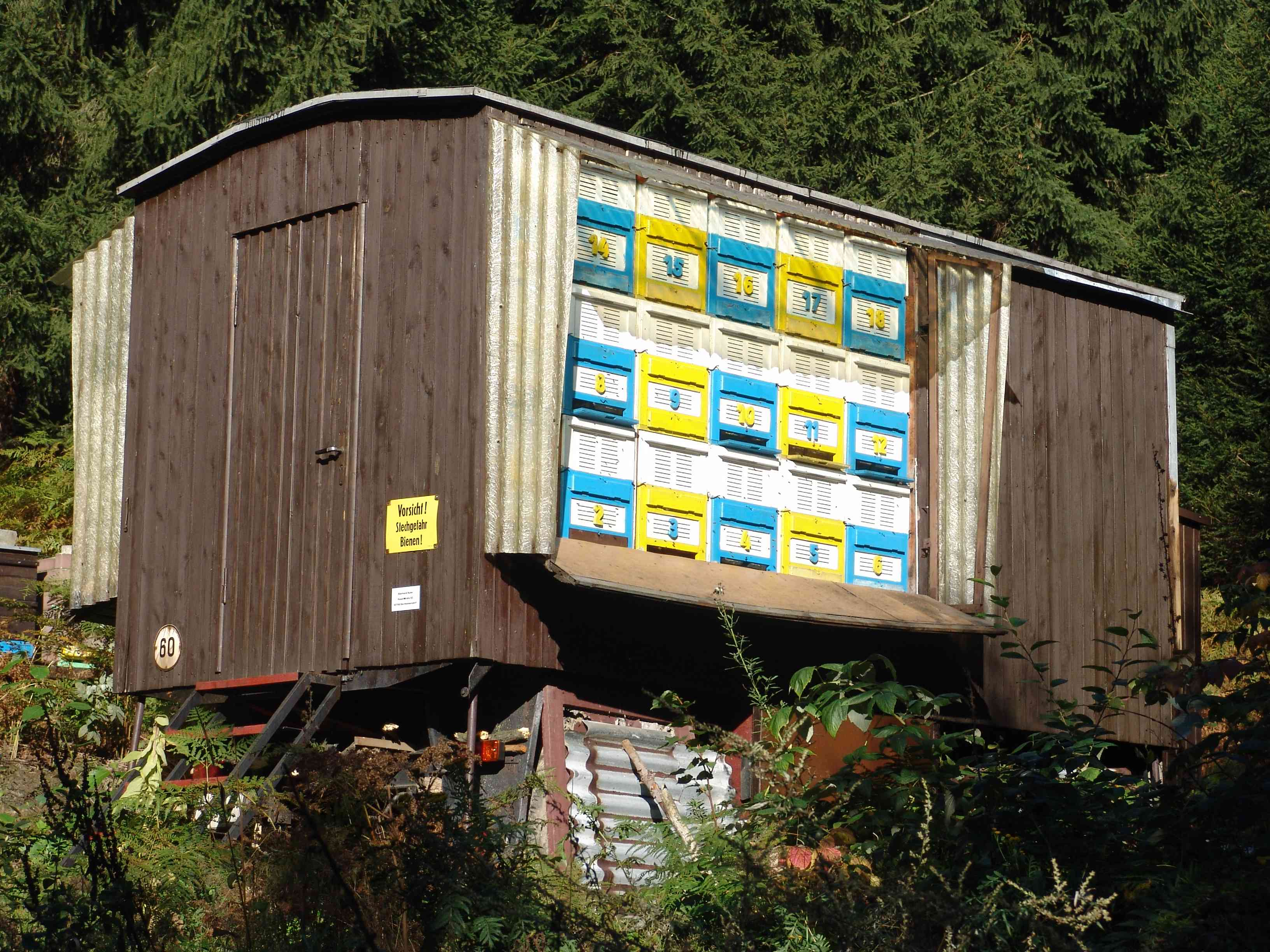
Bienenwagen mit Normbeuten 52, Sachsen, 2007

Der Hauptvorteil dieser Hinterbehandlungsbeuten-Bauart liegt in der bequemen Handhabung. Wo bei Magazinbeuten mühevoll Zargen abgestapelt werden müssen, sind bei der Hinterbehandlungsbeute alle Etagen des Bienenstocks direkt zugänglich. Es können auch problemlos mehrere Bienenvölker übereinander gestapelt werden, ohne dass der Zugang erschwert wird. Diese kompakten Beuten finden sich daher bisweilen noch auf Wanderwagen.
Die Nachteile der Hinterbehandlungsbeuten liegen in erster Linie in der Unflexibilität. Der Raum ist fest vorgegeben, und so kann es passieren, dass das Volk aus der Beute „herauswächst“ und Schwarmereignisse gefördert werden. Des Weiteren müssen bei der Hinterlader-Beute zur Honigernte alle Waben einzeln herausgenommen werden, wohingegen bei Magazinbeuten einfach die kompletten Zargen des Honigraumes entnommen werden können. Die räumliche Beschränkung ist der Hauptgrund für ihren Niedergang und den Wechsel zur modernen Magazinbeute.
Der Dadant-Alberti-Blätterstock mit Dadant-Blatt-Breitwabe von A. Sträuli vereinigt die Vorteile der seit ca. 1850 modernen Magazinbeute mit den Vorteilen der Hinterbehandlungsbeute und hat keinen der oben genannten Nachteile.